# Attenuata affinis
Attenuata affinis är en snäckart. Attenuata affinis ingår i släktet Attenuata och familjen Rissoidae.

## Underarter
Arten delas in i följande underarter:
- A. a. affinis
- A. a. orientalis